# Fatmir Zaloshnja
Fatmir Zaloshnja (ur. 16 lutego 1947 w Tiranie) – albański polityk i prawnik, minister sprawiedliwości w 1991 w rządzie Fatosa Nano.

## Życiorys
W dzieciństwie wraz z rodziną przeniósł się do Beratu. Tam też ukończył szkołę średnią, a w 1970 rozpoczął studia na wydziale prawniczym Uniwersytetu Tirańskiego. Po ukończeniu studiów pracował w prokuraturze w Beracie. W 1978 wstąpił do Albańskiej Partii Pracy, a rok później objął stanowisko prokuratora okręgowego w Përmecie. W 1982 rozpoczął pracę w ministerstwie spraw wewnętrznych, w którym kierował wydziałem śledczym. W latach 1983–1985 pełnił funkcję instruktora d.s. prawnych w Komitecie Centralnym APP. W 1991 stanął na czele resortu sprawiedliwości, którym kierował przez trzy tygodnie. Po dymisji ze stanowiska ministra pozostał w resorcie na stanowisku inspektora. W 1992 przeszedł do Prokuratury Okręgowej w Tiranie, ale już w tym samym roku zrezygnował z tej pracy i otworzył kancelarię adwokacką. Od 1998 pracował jako notariusz w Tiranie.